# Nephelemorpha rogator
Nephelemorpha rogator là một loài bướm đêm trong họ Noctuidae.